# Java-Spektrum
Java-Spektrum (auch JavaSPEKTRUM geschrieben) ist eine zweimonatlich erscheinende Computerzeitschrift des Verlags „Sigs Datacom“ (mit Sitz in Troisdorf), die erstmals im Mai 1996 als erste deutschsprachige Zeitschrift für die Programmiersprache Java erschien. Die Themenschwerpunkte sind Softwareentwicklung und Integration mit Java und XML. Sie erscheint sowohl als gedruckte wie auch als Online-Ausgabe.